# Kristýna Hesenská
Kristýna Hesenská (29. června 1543, Kassel – 13. května 1604, Kiel) byla sňatkem s Adolfem Holštýnsko-Gottorpským holštýnsko-gottorpskou vévodkyní. Jako vdova po roce 1586 měla významný politický vliv.

## Život
Kristýna Hesenská se narodila v Kasselu jako dcera Filipa I. Hesenského a Kristýny Saské. Její matka zemřela, když dívence táhlo na šestý rok. Od své tety, saské vévodkyně Alžběty, bezdětné vdovy po saském dědičném princi Janovi, dostala přísnou protestantskou výchovu.
Roku 1563 se o její ruku ucházel švédský král Erik XIV., Kristinin otec jej však odmítl a za manžela dceři vybral jednoho ze svých důvěrníků, o sedmnáct let staršího vévodu Adolfa Holštýnsko-Gottorpského (1526–1586). Manželství s Kristinou znamenalo pro Adolfa spojení s protestantskými knížaty Německa, mezi nimiž jako velitel dolnosaského kraje zaujal významné postavení.
Svatba se konala 17. prosince roku 1564 a vyústila v ponižující skandál, neboť oslavy se zvrhly v grandiózní pitku, takže řada hostí nebyla vůbec schopna účastnit se vlastního obřadu. Navíc krátce po svatbě, na Nový rok 1565, vyhořelo křídlo gottorpského zámku, v němž mladí manželé bydleli a kde byl uložen jeho privátní majetek, který v důsledku požáru byl zničen.
Kristina dbala pečlivě o výchovu a vychování svých dětí. Podporovala vzdělávání církevní i všeobecné, byla fundátorkou stipendií pro studenty teologie, finančně významně podporovala luteránskou církev. Jejím hlubokým zájmem byla medicína, vyráběla i vlastní léky. V roce 1590 složila knihu žalmů Posvátné žalmy a písně.
Po manželově smrti (1586) se jeho nástupcem stal nejstarší syn Fridrich, práva na vévodský titul i trůn však musela Kristina s podporou mladšího syna Filipa tvrdě bránit proti zemským stavům. Fridrich po roce zemřel (1587) jako bezdětný a na trůn nastoupil mladší Kristinin syn Filip, i ten však vládl pouze tři roky a rovněž zemřel bez potomků. Na trůn nakonec usedl třetí syn Jan Adolf, který vládl 16 let a zajistil i další pokračování rodu.
Od svých synů dostala jako vdovské sídlo zámek v Kielu, kde prožila konec života. Zde také 13. května roku 1604 ve věku 60 let zemřela. K poslednímu odpočinku byla uložena v šlesvické katedrále.

## Potomci
Z manželství s Adolfem se narodilo devět dětí, pět synů a čtyři dcery; jediný – nejmladší – syn zemřel jako nemluvně.
1. Fridrich II. Holštýnsko-Gottorpský (21. dubna 1568 – 15. června 1587), vévoda šlesvicko-holštýnsko-gottorpský, svobodný a bezdětný
2. Žofie Holštýnsko-Gottorpská (1. června 1569 – 14. listopadu 1634), ⚭ 1588 Jan VII. Meklenbursko-Zvěřínský (7. března 1558 – 22. března 1592)
3. Filip Holštýnsko-Gottorpský (10. srpna 1570 – 18. října 1590), vévoda šlesvicko-holštýnsko-gottorpský, svobodný a bezdětný
4. Kristina Holštýnsko-Gottorpská (13. dubna 1573 – 8. prosince 1625), ⚭ 1592 Karel IX. (4. října 1550 – 30. října 1611), švédský král od roku 1599 až do své smrti
5. Jan Adolf Holštýnsko-Gottorpský (27. února 1575 – 31. března 1616), arcibiskup brémský, kníže-biskup lübecký, vévoda šlesvicko-holštýnsko-gottorpský, ⚭ 1596 Augusta Dánská (8. dubna 1580 – 5. února 1639)
6. Anna Holštýnsko-Gottorpská (27. února 1575 – 24. dubna 1625), ⚭ 1598 Enno III. z Ostfrieslandu (30. září 1563 – 19. srpna 1625), hrabě z Východního Fríska
7. Kristián (29. května 1576 – 22. dubna 1577)
8. Anežka (1578–1627)
9. Jan Fridrich Holštýnsko-Gottorpský (1. září 1579 – 3. září 1634), kníže-biskup brémský, verdunský

## Vývod z předků
|                     |                             |  |                    |                           |  |  |  |  |  |  |  | Ludvík I. Hesenský |
|                     |                             |  |                    |                           |  |  |  |  |  |  |  |                    |
|                     | Ludvík II. Hesenský         |  |                    |                           |  |  |  |  |  |  |  |                    |
|                     |                             |  |                    |                           |  |  |  |  |  |  |  |                    |
|                     |                             |  |                    | Anna Saská                |  |  |  |  |  |  |  |                    |
|                     |                             |  |                    |                           |  |  |  |  |  |  |  |                    |
|                     | Vilém II. Hesenský          |  |                    |                           |  |  |  |  |  |  |  |                    |
|                     |                             |  |                    |                           |  |  |  |  |  |  |  |                    |
|                     |                             |  |                    | Ludvík I. Württemberský   |  |  |  |  |  |  |  |                    |
|                     |                             |  |                    |                           |  |  |  |  |  |  |  |                    |
|                     | Mechthilda Württemberská    |  |                    |                           |  |  |  |  |  |  |  |                    |
|                     |                             |  |                    |                           |  |  |  |  |  |  |  |                    |
|                     |                             |  |                    | Matylda Falcká            |  |  |  |  |  |  |  |                    |
|                     |                             |  |                    |                           |  |  |  |  |  |  |  |                    |
|                     | Filip I. Hesenský           |  |                    |                           |  |  |  |  |  |  |  |                    |
|                     |                             |  |                    |                           |  |  |  |  |  |  |  |                    |
|                     |                             |  |                    | Jindřich IV. Meklenburský |  |  |  |  |  |  |  |                    |
|                     |                             |  |                    |                           |  |  |  |  |  |  |  |                    |
|                     | Magnus II. Meklenburský     |  |                    |                           |  |  |  |  |  |  |  |                    |
|                     |                             |  |                    |                           |  |  |  |  |  |  |  |                    |
|                     |                             |  |                    | Dorothea Braniborská      |  |  |  |  |  |  |  |                    |
|                     |                             |  |                    |                           |  |  |  |  |  |  |  |                    |
|                     | Anna Meklenbursko-Zvěřínská |  |                    |                           |  |  |  |  |  |  |  |                    |
|                     |                             |  |                    |                           |  |  |  |  |  |  |  |                    |
|                     |                             |  |                    | Erik II. Pomořanský       |  |  |  |  |  |  |  |                    |
|                     |                             |  |                    |                           |  |  |  |  |  |  |  |                    |
|                     | Žofie Pomořanská            |  |                    |                           |  |  |  |  |  |  |  |                    |
|                     |                             |  |                    |                           |  |  |  |  |  |  |  |                    |
|                     |                             |  |                    | Žofie Pomořanská          |  |  |  |  |  |  |  |                    |
|                     |                             |  |                    |                           |  |  |  |  |  |  |  |                    |
| 'Kristýna Hesenská' |                             |  |                    |                           |  |  |  |  |  |  |  |                    |
|                     |                             |  |                    |                           |  |  |  |  |  |  |  |                    |
|                     |                             |  | Fridrich II. Saský |                           |  |  |  |  |  |  |  |                    |
|                     |                             |  |                    |                           |  |  |  |  |  |  |  |                    |
|                     | Albrecht III. Saský         |  |                    |                           |  |  |  |  |  |  |  |                    |
|                     |                             |  |                    |                           |  |  |  |  |  |  |  |                    |
|                     |                             |  |                    | Markéta Habsburská        |  |  |  |  |  |  |  |                    |
|                     |                             |  |                    |                           |  |  |  |  |  |  |  |                    |
|                     | Jiří Saský                  |  |                    |                           |  |  |  |  |  |  |  |                    |
|                     |                             |  |                    |                           |  |  |  |  |  |  |  |                    |
|                     |                             |  |                    | Jiří z Poděbrad           |  |  |  |  |  |  |  |                    |
|                     |                             |  |                    |                           |  |  |  |  |  |  |  |                    |
|                     | Zdenka Česká                |  |                    |                           |  |  |  |  |  |  |  |                    |
|                     |                             |  |                    |                           |  |  |  |  |  |  |  |                    |
|                     |                             |  |                    | Kunhuta ze Šternberka     |  |  |  |  |  |  |  |                    |
|                     |                             |  |                    |                           |  |  |  |  |  |  |  |                    |
|                     | Kristýna Saská              |  |                    |                           |  |  |  |  |  |  |  |                    |
|                     |                             |  |                    |                           |  |  |  |  |  |  |  |                    |
|                     |                             |  |                    | Vladislav II. Jagello     |  |  |  |  |  |  |  |                    |
|                     |                             |  |                    |                           |  |  |  |  |  |  |  |                    |
|                     | Kazimír IV. Jagellonský     |  |                    |                           |  |  |  |  |  |  |  |                    |
|                     |                             |  |                    |                           |  |  |  |  |  |  |  |                    |
|                     |                             |  |                    | Sofie Litevská            |  |  |  |  |  |  |  |                    |
|                     |                             |  |                    |                           |  |  |  |  |  |  |  |                    |
|                     | Barbora Jagellonská         |  |                    |                           |  |  |  |  |  |  |  |                    |
|                     |                             |  |                    |                           |  |  |  |  |  |  |  |                    |
|                     |                             |  |                    | Albrecht II. Habsburský   |  |  |  |  |  |  |  |                    |
|                     |                             |  |                    |                           |  |  |  |  |  |  |  |                    |
|                     | Alžběta Habsburská          |  |                    |                           |  |  |  |  |  |  |  |                    |
|                     |                             |  |                    |                           |  |  |  |  |  |  |  |                    |
|                     |                             |  |                    | Alžběta Lucemburská       |  |  |  |  |  |  |  |                    |
|                     |                             |  |                    |                           |  |  |  |  |  |  |  |                    |